# Waltenhausen
Waltenhausen – miejscowość i gmina w Niemczech, w kraju związkowym Bawaria, w rejencji Szwabia, w regionie Donau-Iller, w powiecie Günzburg, wchodzi w skład wspólnoty administracyjnej Krumbach (Schwaben). Leży około 30 km na południe od Günzburga.

## Demografia
| Rok  | Liczba mieszk. |
| ---- | -------------- |
| 1970 | 639            |
| 1987 | 607            |
| 2000 | 706            |

## Polityka
Wójtem gminy jest Karl Weiß, poprzednio urząd ten obejmował Erwin Haider, rada gminy składa się z 8 osób.
|      | FWG | FWG Hairenbuch | FWG Weiler | Razem |
| 2008 | 5   | 1              | 2          | 8     |
| 2002 | 5   | 3              | –          | 8     |